# Paul Louis Dargiot de La Ferrière
Pour les articles homonymes, voir Ferrière.
Paul Louis Dargiot de la Ferriere, né le 20 septembre 1745 à Limoux (Aude), mort le 1er novembre 1817 à Perpignan (Pyrénées-Orientales), est un général de la révolution française.

## États de service
Il commence sa carrière jeune officier au régiment de Provence, il devient capitaine au régiment de Monsieur puis major et lieutenant-colonel au régiment de Languedoc. Il est fait chevalier de Saint-Louis.
Il est nommé colonel au 48e régiment d’infanterie le 21 octobre 1791. Il est promu général de brigade le 15 mai 1793. Le 19 juillet 1794, il commande la citadelle de Perpignan.
Il est mis à la retraite le 16 novembre 1794.

## Sources
- (en) « Generals Who Served in the French Army during the Period 1789 - 1814: Eberle to Exelmans »
- Nicolas Viton de Saint-Allais, Nobiliaire universel de France ou recueil général des généalogies ...Tome 3, 1815
- (pl) « Napoléon.org.pl »
- « Les hommes de Napoléon Ier : Les généraux » (version du 21 septembre 2011 sur Internet Archive)